# Saint-Martial-de-Gimel
Saint-Martial-de-Gimel ist eine französische Gemeinde mit 485 Einwohnern (Stand 1. Januar 2022), gelegen im Département Corrèze in der Region Nouvelle-Aquitaine. Die Gemeinde ist Mitglied des Gemeindeverbandes Tulle Agglo.

## Geografie
Die Gemeinde liegt im Massif Central ungefähr 14 Kilometer östlich von Tulle, der Präfektur des Départements, entfernt.

### Nachbargemeinden
Nachbargemeinden sind im Norden Saint-Priest-de-Gimel, im Nordwesten Gimel-les-Cascades, im Nordosten Eyrein, im Westen Chanac-les-Mines, im Osten Clergoux, im Südwesten Laguenne-sur-Avalouze mit Saint-Bonnet-Avalouze und im Südosten Espagnac.

## Wappen
Beschreibung: In Rot ein geflochtener goldener Sechsstern. Im blauen Schildhaupt zwei fünfstrahlige goldene Sterne.

## Einwohnerentwicklung
| Jahr      | 1962 | 1968 | 1975 | 1982 | 1990 | 1999 | 2007 | 2016 |
| Einwohner | 403  | 497  | 419  | 471  | 487  | 456  | 495  | 488  |